# Final Horizon
A Final Horizon tower defense videójáték, melyet a brit Eiconic Games független stúdió fejlesztett PlayStation 4 és PlayStation Vita platformokra. A játék 2014. december 4-én jelent meg Észak-Amerikában és 2014. december 5-én Európában és Ausztráliában, kizárólag a PlayStation Networkön keresztül. Dark Galaxy címen egy letölthető kiegészítőcsomag is megjelent a játékkal egy időben.

## Fogadtatás
A Final Horizon általában pozitív értékeléseket kapott. A Vita-változat 80%-os pontszámon áll a GameRankings gyűjtőoldalon.